# Ливерпульская птица

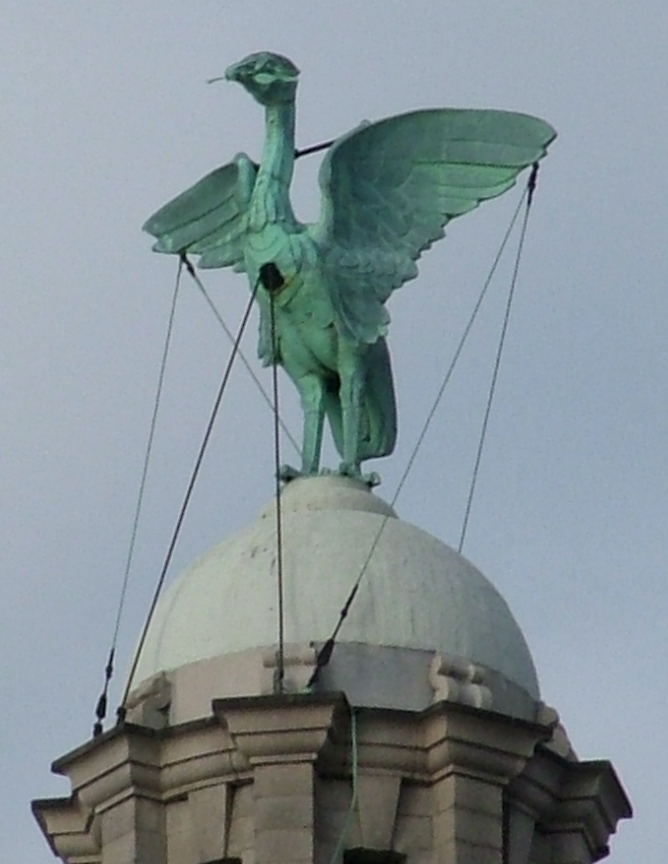
Ливерпульская птица на Королевском здании Ливерпуля

Ливерпу́льская пти́ца (англ. Liver bird) — символ города Ливерпуль, Великобритания.

## История
Самое раннее известное использование образа птицы — её изображение на городской печати — известно начиная с 1350-х годов. Данная печать в настоящее время находится в Британском музее. В 1668 году граф Дерби передал городскому совету булаву с выгравированным изображением «ливерпульской птицы»; это первый известный случай, когда она называется таким именем. В 1797 году College of Arms — главное учреждение Великобритании в вопросах геральдики — утвердила официальный герб Ливерпуля, на котором изображена данная птица на почётном месте.
С тех пор птица изображалась в различных формах для представления города.